# Gekko tawaensis
Gekko tawaensis là một loài thằn lằn trong họ Gekkonidae. Loài này được Okada mô tả khoa học đầu tiên năm 1956.